# Beňadovo
Beňadovo (Hongaars: Benedikó) is een Slowaakse gemeente in de regio Žilina, en maakt deel uit van het district Námestovo.
Beňadovo telt 756 inwoners.